# Plusiocalpe pallida
Plusiocalpe pallida är en fjärilsart som beskrevs av Holland 1894. Plusiocalpe pallida ingår i släktet Plusiocalpe och familjen trågspinnare. Inga underarter finns listade i Catalogue of Life.